# Време за мъже
„Време за мъже“ (на английски: The Full Monty) е британски трагикомичен филм от 1997 г. на режисьора Питър Катанео по сценарий на Саймън Бофой.
Действието се развива в Шефилд през 90-те години на XX век, където няколко доскорошни работници в затворен металургичен завод решават, че лесно могат да спечелят пари с представление със стриптийз. Въпреки комичното представяне на сюжета филмът засяга сериозни теми, като безработицата, родителските права, депресията, импотентността, хомосексуалността и самоубийството. Главните роли се изпълняват от Робърт Карлайл, Марк Ади, Том Уилкинсън.
„Време за мъже“ е добре приет от критиката и има голям търговски успех, превръщайки се за кратко в най-касовия филм във Великобритания дотогава. Получава награда на БАФТА и Европейска филмова награда за най-добър филм и е номиниран за „Оскар“ за най-добър филми, режисура, оригинален сценарий и оригинална музика, като печели последната от тези номинации.
През 2023 г. по „Дисни+“ е пуснат сериал със същото заглавие, който е продължение на филма и съдържа осем епизода. Действието се развива 26 години по-късно и повечето актьори от оригиналния състав се връщат към ролите си.

## Актьорски състав
| Актьор         | Роля               |
| -------------- | ------------------ |
| Робърт Карлайл | Гари „Газ“ Скофилд |
| Марк Ади       | Дейв               |
| Уилям Снейп    | Нейтън             |
| Стив Хюисън    | Ломпър             |
| Том Уилкинсън  | Джералд            |
| Пол Барбър     | Барингтън Мичъл    |
| Лесли Шарп     | Джийн              |

## Награди и номинации
| Категория                                                | Номиниран(и)                         | Резултат                |
| Оскар (23 март 1998 г.)                                  | Оскар (23 март 1998 г.)              | Оскар (23 март 1998 г.) |
| -------------------------------------------------------- | ------------------------------------ | ----------------------- |
| Най-добра филмова музика                                 | Ан Дъдли                             | награда                 |
| Най-добър филм                                           | Най-добър филм                       | номинация               |
| Най-добър режисьор                                       | Питър Катанео                        | номинация               |
| Най-добър оригинален сценарий                            | Саймън Бофой                         | номинация               |
| Награда на БАФТА (18 април 1998 г.)                      |                                      |                         |
| Най-добър филм                                           | Най-добър филм                       | награда                 |
| Най-добър актьор в главна роля                           | Робърт Карлайл                       | награда                 |
| Най-добър актьор в поддържаща роля                       | Том Уилкинсън                        | награда                 |
| Най-добър британски филм                                 | Най-добър британски филм             | номинация               |
| Най-добър звук                                           | Най-добър звук                       | номинация               |
| Най-добър филмов монтаж                                  | Най-добър филмов монтаж              | номинация               |
| Най-добра режисура                                       | Питър Катанео                        | номинация               |
| Най-добър оригинален сценарий                            | Саймън Бофой                         | номинация               |
| Най-добра филмова музика                                 | Ан Дъдли                             | номинация               |
| Най-добър актьор в поддържаща роля                       | Марк Ади                             | номинация               |
| Най-добра актриса в поддържаща роля                      | Лесли Шарп                           | номинация               |
| Златен глобус (18 януари 1998 г.)                        |                                      |                         |
| Най-добър филм – мюзикъл или комедия                     | Най-добър филм – мюзикъл или комедия | номинация               |
| Европейски филмови награди (7 декември 1997 г.)          |                                      |                         |
| Най-добър филм                                           | Най-добър филм                       | награда                 |
| Награда на публиката                                     | Награда на публиката                 | награда                 |
| Сателит (22 февруари 1998 г.)                            |                                      |                         |
| Най-добър филм – мюзикъл или комедия                     | Най-добър филм – мюзикъл или комедия | номинация               |
| Най-добър оригинален сценарий                            | Саймън Бофой                         | номинация               |
| Най-добър актьор в мюзикъл или комедия                   | Робърт Карлайл                       | номинация               |
| Най-добър актьор в поддържаща роля в мюзикъл или комедия | Марк Ади                             | номинация               |
| Емпайър (1998 г.)                                        |                                      |                         |
| Най-добър британски филм                                 | Най-добър британски филм             | награда                 |